# Landhaus Ettenbühl

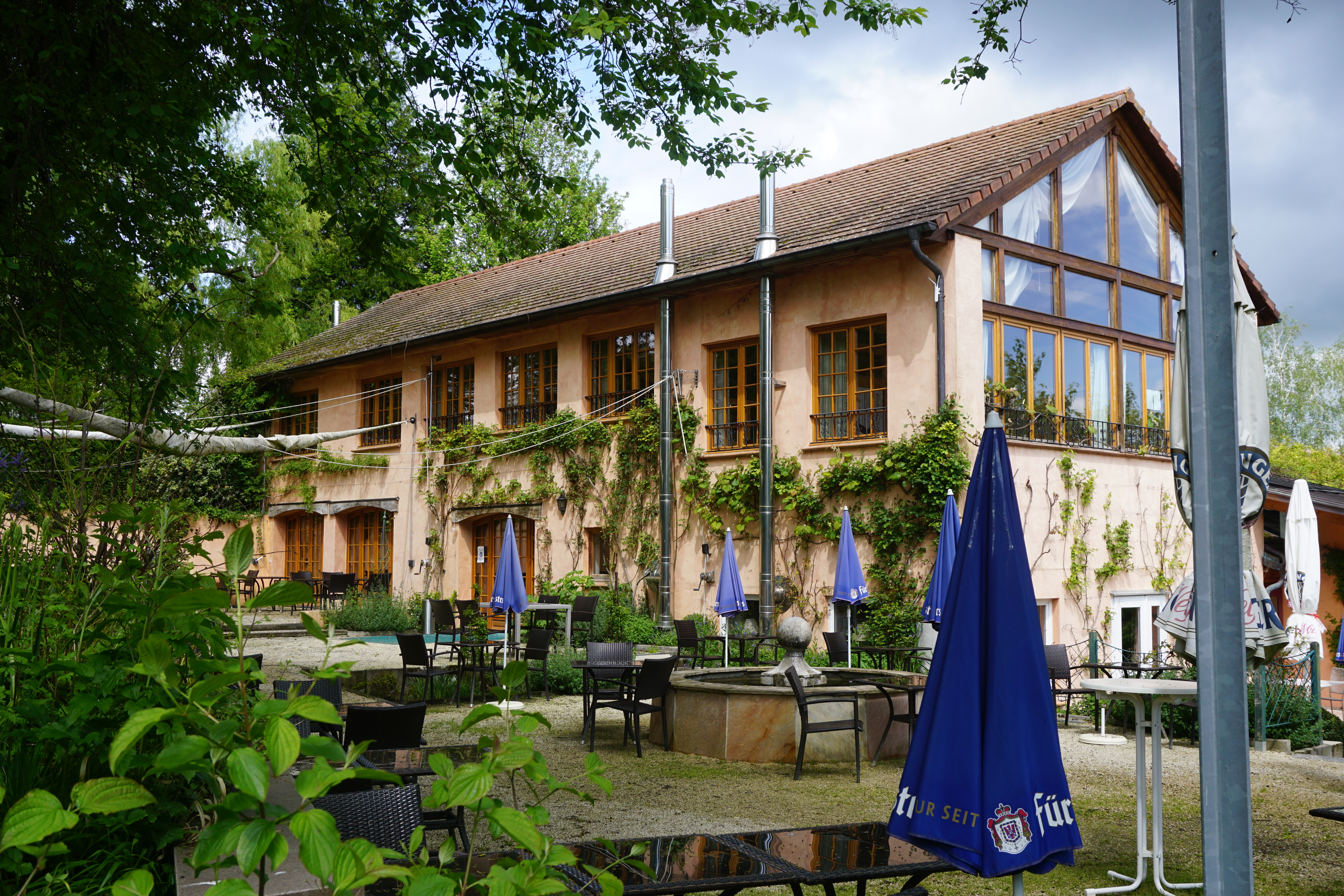
Landhaus Ettenbühl in Bad-Bellingen-Hertingen – Restaurantgebäude

Das Landhaus Ettenbühl ist ein privater Landschaftspark mit angegliederter Rosengärtnerei in Hertingen einem Ortsteil der Gemeinde Bad Bellingen im Landkreis Lörrach.

## Geschichte
Aus einem ursprünglichen Aussiedlerhof und den zugehörigen fast 7 Hektar Weide- und Ackerflächen entstand ab 1970 zunächst ein Gemüsebaubetrieb, dann ein Reiterhof.  In mehr als 30 Jahren entstand auf dem Gelände eine umfangreiche Gartenanlage mit verschiedenen Themengärten, insbesondere einem Rosengarten mit alten englischen Sorten.
Seit 1999 gestaltete der englische Gartendesigner und Rosenzüchter John Scarman den Garten und verlieh ihm durch mehrere Sondergärten und typische Elemente ein englisches Flair. So gibt es unter anderem ein „Cottage“, verschiedene Staudenrabatten in Gestalt der „mixed border“, einen „sunken garden“, ein Potager, geschnittene Eibenhecken, Topiarifiguren, ein Labyrinth, einen Pergolengarten mit Wasserbecken, einen gelben Garten, Frühlingsgarten, Päoniengarten, mediterranen Kräutergarten und einen Buchsgarten.
Die Gartenanlage kann besichtigt werden, angeschlossen sind Gärtnerei, Café, Bed & Breakfast sowie ein Laden mit Gartenzubehör und Dekoartikeln.